# GURPS
GURPS (skrót od Generic Universal Role-Playing System) – uniwersalna mechanika do gier fabularnych, wydana przez Steve Jackson Games w 1986 roku (kolejne edycje 1987, 1988, 2004). Pozwala na grę w różnych realiach – fantasy, science fiction, świat współczesny, historyczny, horror. Skomplikowane zasady mają realizować założenia dużej szczegółowości, eksponowania elementu taktycznego, zwłaszcza przy tworzeniu postaci i rozgrywaniu walki, oraz kompromisu między realizmem a konwencją „filmową”.
GURPS jest systemem bardzo aktywnie wspieranym przez wydawcę, ukazały się setki dodatków wspomagających grę w określonych gatunkach, zawierających opisy świata gry lub określone aspekty naszego świata. Jako dodatki do GURPSa wydanych zostało kilka licencjonowanych adaptacji światów z literatury fantastycznej bądź innych gier RPG, na przykład Wampir Maskarada, Deadlands, Blue Planet, Traveller, GURPS: Uplift na podstawie cyklu o Wspomaganych (Uplift Saga) Davida Brina, GURPS: Witch World opisujący Świat Czarownic Andre Norton.
System GURPS miał być użyty także w grze Fallout, ale ostatecznie użyto w niej systemu SPECIAL.